# 令和5年台風第6号
令和5年台風第6号（れいわ5ねんたいふうだい6ごう）は、2023年7月に発生した台風である。国際名は「Khanun」。南西諸島を中心に大きな被害をもたらした。

## 概要
台風6号は2023年7月28日9時にフィリピンの東で発生した台風である。
発生後しばらく北上し大型の台風になると、大東諸島の南で進路を西よりに変え、しばらく西進。沖縄本島の南を通過し、進路を東よりに変えると、もう一度沖縄本島に接近し、北上。韓国に上陸し、朝鮮半島で温帯低気圧に変わった。
また、台風は7月29日にフィリピン責任地域（PAR）に入っており、この段階でフィリピン大気地球物理天文局（PAGASA）はフィリピン名「ファルコン（Falcon）」を付与している。

## 台風の動きと経過

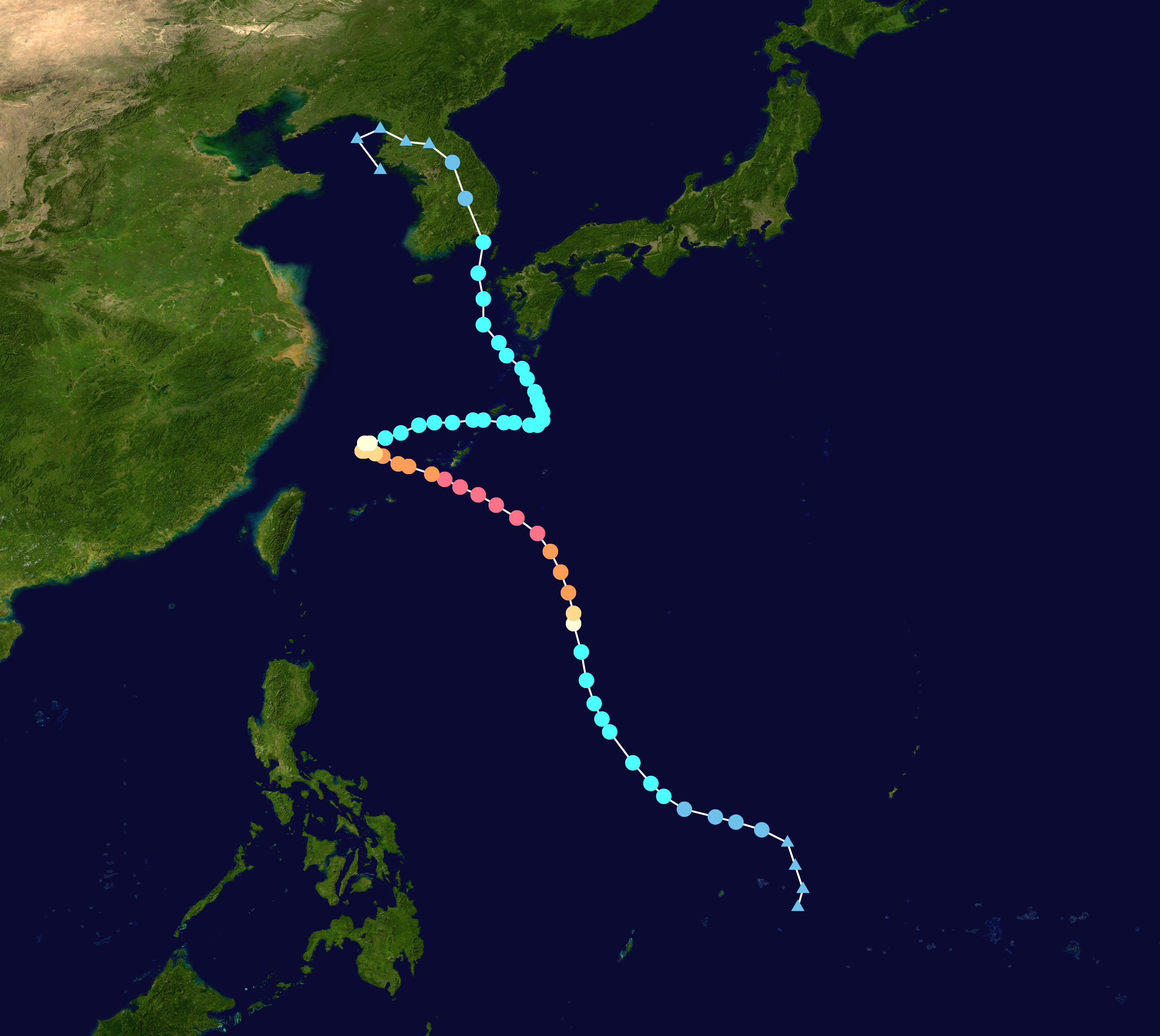
台風の進路図

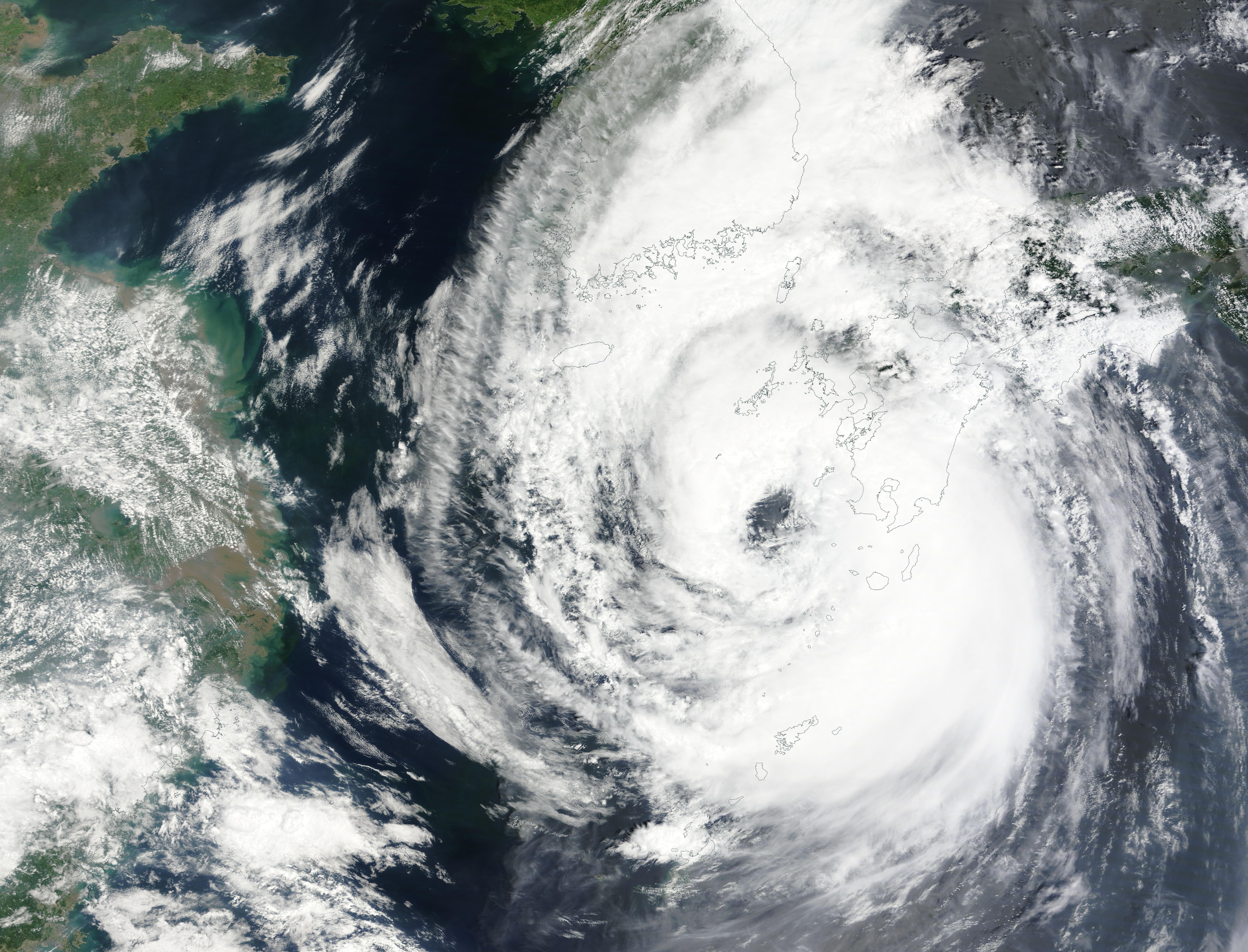
九州の西岸を北上中の台風6号

7月25日に低圧部が発生。低圧部は26日に熱帯低気圧に発達。気象庁は、この熱帯低気圧が台風に発達する見込みと発表した。
熱帯低気圧は、28日9時にフィリピンの東（北緯12.3度、東経138.2度）において台風6号になり、「カーヌン(Khanun)」と命名された。
JTWCは、熱帯低気圧形成警報（TCFA）を発し該当する低圧部に91Wを付番したのち、熱帯低気圧に発達したとして06Wを付番した。
この台風は発生当初、発達して「強い」勢力で沖縄を直撃すると予想されていた。しかし、台風は予想よりも発達し、台風発生当日の15時には、強風域が広がり大型の台風となると、30日15時には暴風域が発生。同日21時には大型で強い勢力になり、31日15時には南大東島の南約340キロで、大型で非常に強い勢力にまで発達した。
台風の勢力は8月1日がピークとなり翌2日からは徐々に衰退し始めた。
2日、台風は最大瞬間風速70m/sで沖縄本島に接近し、那覇市では4時14分に最大瞬間風速52.5m/sを観測した。3日0時までの24時間降水量は、読谷村読谷で291mm、那覇市安次嶺で274.5mmなど、各地で200mmを超えた。
台風は沖縄本島の南を通過すると、多良間島の北の海上でほとんど停滞し、3日21時には大型で強い勢力になった。
4日頃から台風は、もと来た進路を引き返すかのようにUターン、6日には沖縄本島北部で線状降水帯が発生。台風が進路を北に変え、東シナ海を北上していくと、九州・四国の山間部で雨雲が発達し、8日21時には、熊本県と宮崎県で。翌1時頃には高知県で、同日1時39分に宮崎県北部と大分県南部で、2時10分には愛媛県でも線状降水帯が発生した。
台風はゆっくり北進しながら朝鮮半島に接近。10日9時ごろに韓国南東部の巨済市に上陸。半島を縦断した。台風の中心部が半島を縦断したのは韓国気象庁によると、史上初の事例としている。
急速に勢力を弱め、10日15時に朝鮮半島（北緯39.0度、東経127.0度）で温帯低気圧に降格した。台風としての寿命は14日0時間であり、本年度発生した台風2号と同じく、統計開始史上11番目の寿命の長さとなった。
また台風の影響で、北陸地方ではフェーン現象が発生し、石川県小松市で40.0度、新潟県三条市で39.6度などを記録した。
高知市と宮崎県は太平洋から湿った風が当たる日が多かったため月を通した降水量も700mmを超えた。

## 特徴

### 「迷走台風」
この台風は貿易風で西に流されて沖縄付近に達した後、勢力の強い太平洋高気圧に行く手を阻まれていた。進路に影響を与える偏西風も台風のはるか北側で東西に流れており、台風を東へ進める力が弱かった。その結果、沖縄近海に長期間とどまり、大雨や暴風などの影響をもたらし、その間南西諸島物流の大動脈である海路が欠航し、長期間再開の見通しがたたず、南西諸島の多くの島で生鮮食品の品薄、欠品が続いた。

## 被害

### 日本
台風が勢力のピークに達した状態で沖縄本島の南を通過した際、大宜味村で90歳の男性が倒壊した車庫の下敷きになり、その後死亡した。沖縄県内では台風の影響で、約21万5800世帯が停電した。これは沖縄県全世帯の約33％にあたる。うるま市では、停電中に使用していたとみられるろうそくによる火災で、コンクリート造の住宅が全焼。住人の80代女性が全身にやけどを負い、死亡した。石垣島沖では、1月下旬に座礁した撤去中のパラオ船籍の貨物船が、二つに破断した。
また、前述の迷走台風進路のため、南西諸島物流大動脈である海路が7月31日を最後に欠航となり、進路が引き返してきたため海路再開の目途が立たず多くの島で生鮮食品などが品薄、欠品となったが、引き返しまでの8月3､4日に一部空路再開で沖縄那覇、宮古、石垣空港に関してはJALがイオングループと協力し、空路による生鮮食品の災害緊急物資輸送を実施した。海路再開は台風再来後10日出港分が11日以降順次島に到着した。

### 台湾
台風の接近に伴い、台北市では13,577世帯で停電が発生した。
桃園市では台風が原因とみられる車両事故で4人が死亡、2人が負傷した。

### 韓国
南東部に位置する大邱広域市では、60代男性が川に流され死亡した。さらに、電動車いすの60代男性が川に落ちたと通報があり、捜索活動が行われている。

### 北朝鮮
江原道の一部地域で河川の堤防が決壊し、約200haの農地が冠水した他、南浦特別市にある安石干拓地でも堤防が決壊し、水稲を植えた約270haを含む計約560haが冠水した。安石干拓地では堤防に排水構造物設置工事が十分に行われていなかったことで被害が大きくなったため、金正恩総書記は内閣や関係機関を叱責した。

## 各地の降水量

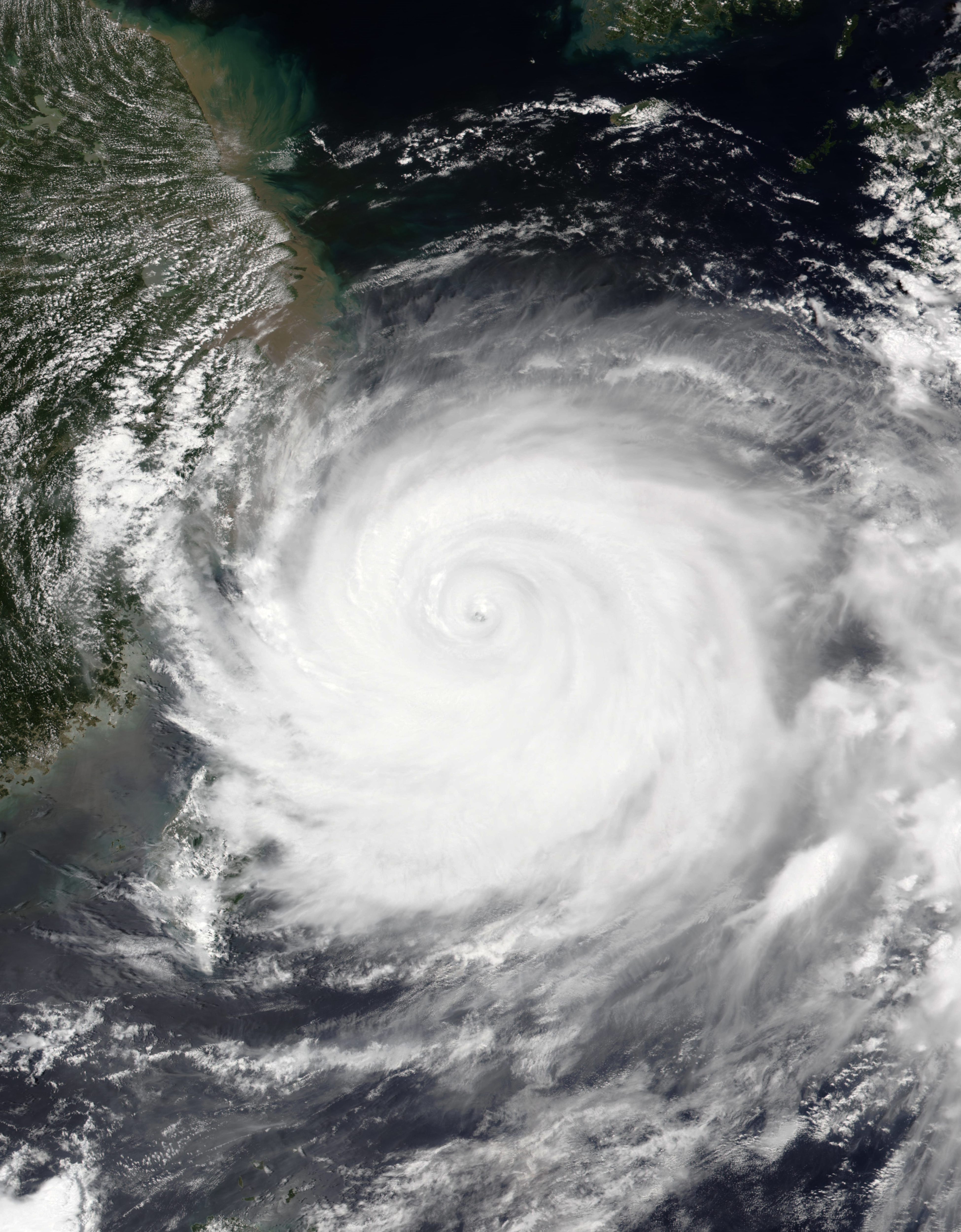
沖縄近海で停滞中の台風6号

韓国の巨済市付近に上陸する台風6号

| 24時間降水量(200mm以上) |                    |              |        |
| 都道府県                | 地点               | 24時間降水量 | 観測日 |
| 宮崎県                  | 美郷町神門         | 409.0mm      | 8月9日 |
| 鹿児島県                | 錦江町田代         | 388.5mm      | 8月9日 |
| 鹿児島県                | 南大隅町佐多       | 364.5mm      | 8月9日 |
| 宮崎県                  | 椎葉村椎葉         | 357.0mm      | 8月9日 |
| 熊本県                  | 湯前町湯前横谷     | 342.0mm      | 8月9日 |
| 宮崎県                  | 小林市小林         | 337.0mm      | 8月9日 |
| 宮崎県                  | 西米良村西米良     | 335.5mm      | 8月9日 |
| 宮崎県                  | 五ヶ瀬町鞍岡       | 330.0mm      | 8月9日 |
| 宮崎県                  | 日之影町日之影     | 324.5mm      | 8月9日 |
| 宮崎県                  | 高千穂町高千穂     | 310.5mm      | 8月9日 |
| 宮崎県                  | えびの市えびの高原 | 304.0mm      | 8月9日 |
| 鹿児島県                | 屋久島町尾之間     | 303.0mm      | 8月9日 |
| 高知県                  | 馬路村魚梁瀬       | 296.5mm      | 8月7日 |
| 鹿児島県                | 肝付町肝付前田     | 294.0mm      | 8月9日 |
| 沖縄県                  | 国頭村国頭         | 291.5mm      | 8月2日 |
| 沖縄県                  | 読谷村読谷         | 291.5mm      | 8月2日 |
| 沖縄県                  | 那覇市安次嶺       | 274.5mm      | 8月2日 |
| 高知県                  | いの町本川         | 262.5mm      | 8月9日 |
| 沖縄県                  | 名護市名護         | 262.5mm      | 8月2日 |
| 沖縄県                  | 那覇市那覇         | 260.5mm      | 8月2日 |
| 鹿児島県                | 鹿屋市輝北         | 255.5mm      | 8月9日 |
| 沖縄県                  | 本部町本部         | 254.0mm      | 8月2日 |
| 沖縄県                  | 久米島町久米島     | 245.0mm      | 8月5日 |
| 宮崎県                  | 宮崎市田野         | 244.0mm      | 8月9日 |
| 鹿児島県                | 曽於市大隅         | 240.5mm      | 8月9日 |
| 沖縄県                  | 渡嘉敷村渡嘉敷     | 233.5mm      | 8月5日 |
| 鹿児島県                | 霧島市牧之原       | 229.5mm      | 8月9日 |
| 高知県                  | 本山町本山         | 228.0mm      | 8月9日 |
| 高知県                  | 香美市繁藤         | 224.5mm      | 8月9日 |
| 高知県                  | 仁淀川町鳥形山     | 224.0mm      | 8月9日 |
| 沖縄県                  | 粟国村粟国         | 224.0mm      | 8月2日 |
| 鹿児島県                | 指宿市指宿         | 222.5mm      | 8月9日 |
| 沖縄県                  | 久米島町北原       | 215.0mm      | 8月2日 |
| 沖縄県                  | 沖縄市胡屋         | 210.5mm      | 8月2日 |
| 宮崎県                  | 都城市都城         | 209.5mm      | 8月9日 |
| 宮崎県                  | 日南市深瀬         | 209.0mm      | 8月9日 |
| 熊本県                  | 熊本市上           | 209.0mm      | 8月9日 |
| 沖縄県                  | 宮古島市下地島     | 208.0mm      | 8月3日 |
| 鹿児島県                | 鹿屋市吉ケ別府     | 207.5mm      | 8月9日 |
| 鹿児島県                | 南種子町上中       | 207.0mm      | 8月2日 |
| 沖縄県                  | 宮古島市宮古島     | 207.0mm      | 8月3日 |
| 鹿児島県                | 肝付町内之浦       | 203.5mm      | 8月9日 |
| 鹿児島県                | 薩摩川内市八重山   | 202.5mm      | 8月9日 |
| 熊本県                  | 多良木町多良木     | 202.0mm      | 8月9日 |